# Chemin des Révoires
Chemin des Révoires é uma rua em Les Révoires, um bairro do Principado do Mónaco.
O ponto mais alto do principado, com 161 metros de altitude, situa-se neste caminho. Fica numa parte do território monegasco muito inclinada, sendo geograficamente parte dos Alpes que chega até ao Mar Mediterrâneo.